# La Danseuse microscopique
Pour plus de détails, voir Fiche technique et Distribution.
La Danseuse microscopique est un court métrage français réalisé par Georges Méliès, sorti en 1902, au début du cinéma muet.

## Fiche technique
- Titre : La Danseuse microscopique
- Réalisation : Georges Méliès
- Société de production : Star Film
- Pays d'origine :  France
- Format : noir et blanc — film muet
- Durée : 3 minutes